# میخاو بوکویچ
میخاو بوکویچ (انگلیسی: Michał Butkiewicz؛ زادهٔ ۱۸ اوت ۱۹۴۲) ورزشکار شمشیربازی اهل لهستان است.
وی در مسابقات کشوری و بین‌المللی در مجموع برندهٔ ۱ مدال برنز شده‌است.